# Аугустат, Элиза
Элиза Аугустат (нем. Elise Augustat, в девичестве Queck; 20 июля 1889 — 13 марта 1940) — немецкая коммунистка, член КПГ, депутат Рейхстага.

## Биография
Родилась в 1889 году в городе Валдкейм, Восточная Пруссия. После окончания школы в 1904 году работала в разных местах прислугой. В 1916 году вступила в СДПГ, в 1919 году в НСДПГ и, наконец, в 1921 году стала членом Коммунистической партии Германии.
В 1923 году она стала главой Легердорфского отделения объединения профоюзов ADGB. С мая 1924 по июнь 1931 года она была главой КПГ в Легердорфе.
В 1929 году была избрана депутатом местного законодательного органа провинции Шлезвиг-Гольштейн. В 1929—1930 годах была представителем КПГ в управах Штайнбурга.
В сентябре 1930 года была как член КПГ выбрана депутатом Рейхстага.
В 1931-32 годах прошла политическое обучение в СССР, и уже в конце 1932 года, вместе с другими немецкими коммунистами, готовилась к подпольной работе на случай возможного запрета компартии нацистами.
В 1933 году КПГ была запрещена нацистами . Первый раз была арестована в городе Итцехо в мае 1933 года, затем снова в сентябре — по обвинению в подготовке к государственной измене, но в январе 1934 года оправдана судом. Вернулась в Легердорф. Снова арестована по обвинению в наблюдении за строительством Линии Зигфрида, и в сентябре 1939 года заключена в женский концлагерь Равенсбрюк. В декабре из-за тяжёлой болезни выпущена из концлагеря, умерла в Легердорфе в марте 1940 года.

## Память
Имя Элизы Аугустат увековечено в Памятнике 96-ти депутатам Рейхстага, убитым нацистами, расположенном в Берлине на площади Республики перед Рейхстагом.